# Footwork FA15
La Footwork FA15 è una monoposto di Formula 1 con la quale il team Footwork prese parte alla stagione 1994.

## Contesto e sviluppo
Alla fine della stagione 1993 Wataru Ohashi, presidente della Footwork Express Co. Ltd e proprietario del team, ritirò la sua sponsorizzazione; il nome del team rimase Footwork, ma vennero rimossi dalle vetture il logo e la livrea dell'azienda. Il team rimase così senza uno sponsor principale per il 1994. Inoltre perse la fornitura dei motori giapponesi Mugen Honda, questi ultimi girati alla Lotus. La Footwork dovette quindi ripiegare sui Ford V8 clienti nella versione HBE7/8.

## Carriera agonistica
La FA15 fu competitiva nelle prime gare della stagione: Morbidelli si qualificò sesto in Brasile, mentre Fittipaldi terminò quarto ad Aida (dove Morbidelli dovette ritirarsi mentre era quinto), si qualificò sesto (mentre Morbidelli si piazzò settimo) e risalì al quinto posto a Monaco prima di ritirarsi per un guasto al cambio. Dopodiché le prestazioni del team peggiorarono, a causa del cambio di regolamenti in seguito agli incidenti fatali di Imola che vanificarono il lavoro di sviluppo aerodinamico e di frequenti guasti al cambio; Morbidelli portò a termine solo quattro corse in tutta la stagione e Fittipaldi finì spesso fuori dalla zona punti.
Nonostante ciò, il team tornò competitivo in alcune occasioni. Fittipaldi si piazzò sesto in Canada, venendo poi successivamente squalificato per essere risultato sottopeso alle verifiche post-gara; in Germania il team colse un quarto e quinto posto, mentre Morbidelli conquistò un punto in Belgio e si qualificò ottavo a Jerez.
Il team si piazzò nono nel campionato costruttori con nove punti, una performance di tutto rispetto. A fine stagione Fittipaldi lasciò la Formula 1 e venne sostituito da Taki Inoue per la stagione 1995.

## Risultati completi
| Anno | Vettura       | Motore  | Gomme | Piloti       |     |     |     |     |     |     |     |     |   |     |     |     |   |    |     |     |  |  |  |  |  |  |  |  | Punti | Pos. |
| ---- | ------------- | ------- | ----- | ------------ | --- | --- | --- | --- | --- | --- | --- | --- | - | --- | --- | --- | - | -- | --- | --- |  |  |  |  |  |  |  |  | ----- | ---- |
| 1994 | Footwork FA15 | Ford HB | G     | C.Fittipaldi | Rit | 4   | 13* | Rit | Rit | SQ  | 8   | 9   | 4 | 14  | Rit | Rit | 8 | 17 | 8   | 8   |  |  |  |  |  |  |  |  | 9     | 9º   |
| 1994 | Footwork FA15 | Ford HB | G     | Morbidelli   | Rit | Rit | Rit | Rit | Rit | Rit | Rit | Rit | 5 | Rit | 6   | Rit | 9 | 11 | Rit | Rit |  |  |  |  |  |  |  |  | 9     | 9º   |

(*) Indica quei piloti che non hanno terminato la gara ma sono ugualmente classificati avendo coperto, come previsto dal regolamento, almeno il 90% della distanza totale.